# Lystra lanata
Espèce
Lystra lanata est une espèce d'insectes de l'ordre des hémiptères, de la famille des Fulgoridae, de la sous-famille des Lystrinae, et du genre Lystra. Elle sert d'espèce type pour le genre. 

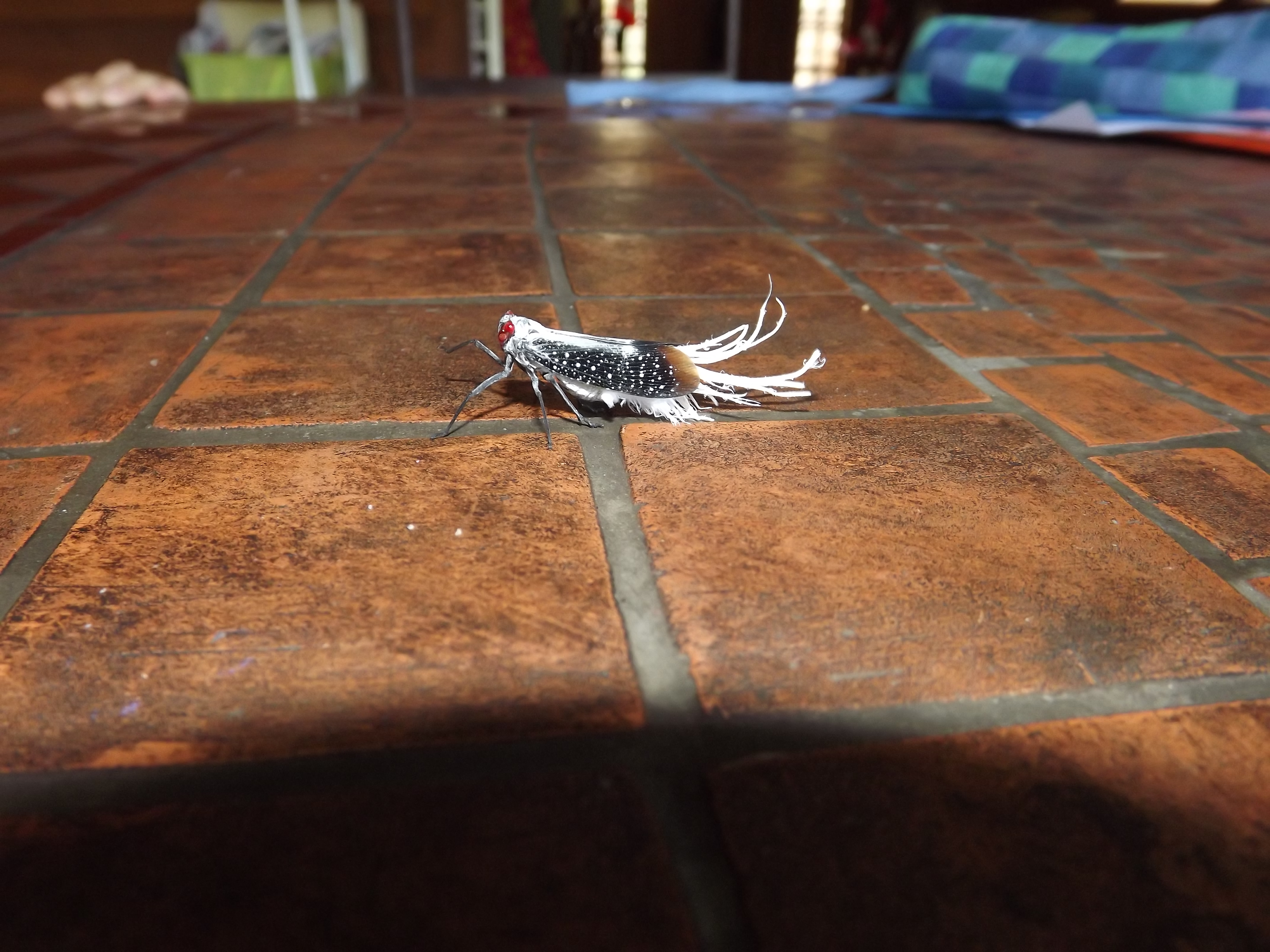
Lystra lanata photographié en Guyane.

## Systématique
- L'espèce a été décrite par le naturaliste suédois Carl von Linné en 1758[1], sous le nom initial de Cicada lanata.

### Synonymie
Cicada lanata Linnaeus, 1758 protonyme.

## Répartition
- Brésil et Guyane.

### Articles liés
- Fulgoridae
- Lystrinae